# 岡田れえな
岡田 れえな（おかだ れえな、本名：鮫島 令恵奈、1987年〈昭和62年〉5月23日 - 2014年〈平成26年〉4月26日）は、日本の元タレント・女優である。東京都世田谷区出身。所属事務所はディスカバリー・エンターテインメント。

## 人物・来歴
- 父は鮫島秀樹で、兄は鮫島巧である。
- デビュー当時は鮫島令恵奈として活動していたが、2010年（平成22年）にエーライツへ移籍して『岡田れえな』に芸名を改名して活動した[1]。
- 美容オタクと公言しているほど化粧品が好きである。
- デコレーションアーティストの鍛治麻衣子は中学から[2]、タレントの佐倉知里は高校から、それぞれ同級生で親友である[3]。大島麻衣[4]、仲間リサ[5]、野口綾子[6]、小林香菜とも仲が良い。
- 2014年4月26日に、急性心不全のため東京都内の病院で死去[7]。26歳没。

## 出演作品

### テレビ番組
- 北野タレント名鑑（フジテレビ）
- アイドル刑事（TBSテレビ）
- 芸能人専用タクシー し〜たく（テレビ東京）
- ホリさまぁ〜ず（TBSテレビ）（2009/07/07）
- アイレボ（テレビ神奈川）
- ヤンチャ黙示録（TBSテレビ）

2011年
- 教科書にのせたい!（TBSテレビ）
- 中居正広の金曜日のスマたちへ（TBSテレビ）

### ラジオ
- 鮫島令恵奈の「サメカメ学園」パーソナリティ（すときゃ!　2005年6月7日 - 2005年8月30日） ※ 鮫島令恵奈 名義

### DVD
- DVD鮫島令恵奈 RE・E・NA（2005/03/25）

### CDジャケット
- 好き! 〜カップヌードルセレクション〜（タワーレコード限定販売） （2007/06/06）

## 雑誌
- FLASH
- ネイルMAX
- ヤングマガジングラビアネット

## 映画
- 恋する男トメ 主演：サユリ役
- Live For..主演：美希役
- サマーリフレイン 高校生役
- あの花の唄〜Mansion Chaos〜主演：工藤早智子/江戸川葵役
- フォッシル The fossiL お嬢様役
- らぶ・じゃに emy役
- 20歳の香り 主演

## ライヴ
- 「チャンス!」下北沢CULB251
- 「チャンス!2」渋谷PLUG
- 「GIRS VOICE」新宿RUIDO
- 「GIRS VOICE-2」新宿RUIDO

## 舞台
- 『dance attendance upon you』クイーン・ブリリヤーント役（2010年12月・池袋シアターグリーン・ビックツリーシアター）
- 「時空警察ヴェッカーχ ノエルサンドレ」黒田澄穂役（2011年11月1日 - 11月6日・荻窪・魁ホール）
- Stylish Shine!!プロデュース『テガミ』完山憂役（2012年9月12日 - 9月17日・池袋シアターグリーン・ビックツリーシアター）

## ネット
- SNAP Walker.net
- 【ヘアモデル】
- 全国数万店舗中
- アクセスランキング3位
- デジタル写真集 RE・E・NA
- ヤングマガジングラビアネット
- キャンギャル DE コスプレ 投票数1位
- 岡田れえなTVライブオンラインCM（ustream.tv）
- カミナリ調査隊レギュラーMC（ustream.tv　2011年9月 - ）
- フジテレビ公式サイト 番組 ゲスト（2013・6・6放送）